# Gary Powell

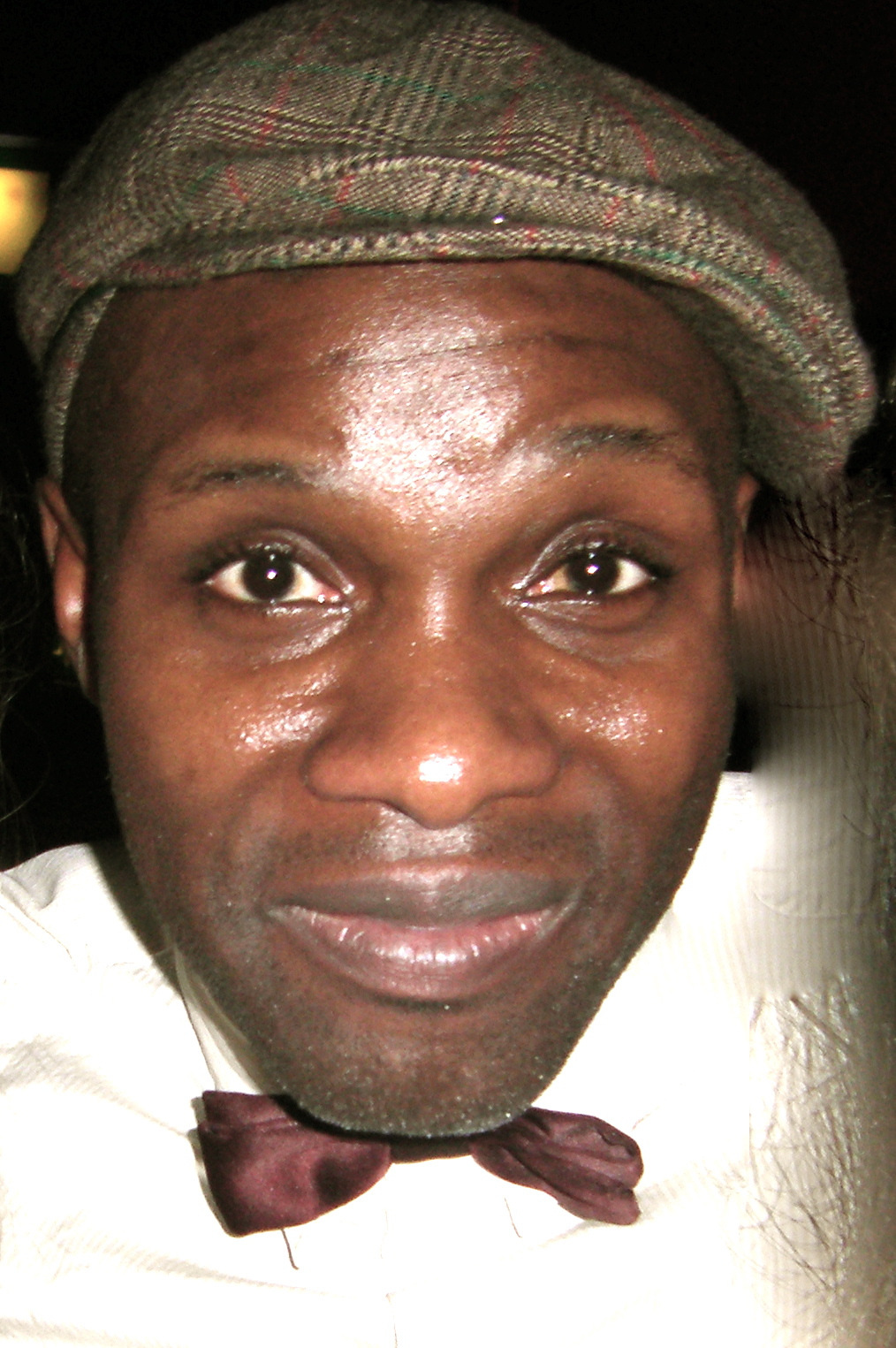
Gary Powell, 2008

Gary Powell (* Los Angeles, 11. November 1969) ist ein britischer Schlagzeuger.
Er ist Drummer bei den Libertines, Eddy Grant und bis zu deren Auflösung 2008 bei den Dirty Pretty Things. Er spielte ebenfalls mit den New York Dolls bei ihren 2004 Reunion Shows.
Er wurde 2001 Mitglied bei den Libertines, nachdem er vom Libertines-Manager Banny Poostchi den Frontmännern Carl Barat und Pete Doherty vorgestellt wurde.
| Personendaten    | Personendaten           |
| ---------------- | ----------------------- |
| NAME             | Powell, Gary            |
| KURZBESCHREIBUNG | britischer Schlagzeuger |
| GEBURTSDATUM     | 11. November 1969       |